# Syntormon uintaense
Syntormon uintaense är en tvåvingeart som beskrevs av Harmston och Frank Hall Knowlton 1940. Syntormon uintaense ingår i släktet Syntormon och familjen styltflugor.
Artens utbredningsområde är Utah. Inga underarter finns listade i Catalogue of Life.